# Aslan Abasjidze

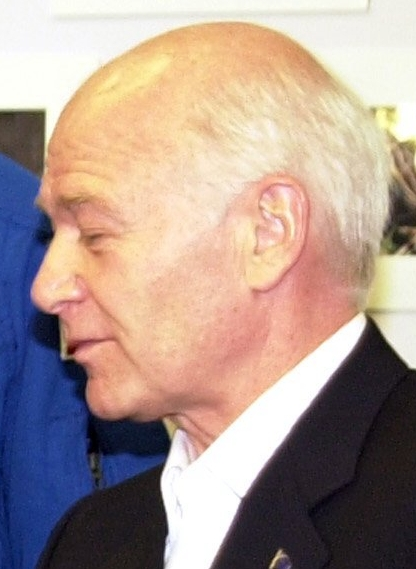
Aslan Abasjidze in 2002

Aslan Abasjidze (Georgisch: ასლან აბაშიძე) (Batoemi, 20 juli 1938) was de leider van de Adzjarische Autonome Republiek in het westen van Georgië van 1991 tot 5 mei 2004.
Abasjidze komt uit een bekende islamitische Georgische familie. Zijn grootvader Memed Abasjidze was een beroemd schrijver en parlementslid ten tijde van de Georgische Democratische Republiek tussen 1918 en 1921, en werd op bevel van Stalin in 1937 geëxecuteerd. Aslans vader werd voor tien jaar naar de Goelag gestuurd maar overleefde dit. Ondanks deze moeilijke jeugd studeerde Abasjidze af aan de universiteit in Batoemi in geschiedenis en filosofie en in economie aan de universiteit in Tbilisi. Hij werkte als docent en econoom voordat hij ambtenaar werd.
Toen Georgië in 1991 onafhankelijk werd, wist Abasjidze zijn benoeming tot Voorzitter van de Raad van de Autonome republiek Adzjarië veilig te stellen. Tussen 1990-1992 en 1992-1995 was hij tevens vicevoorzitter van het parlement van Georgië. Hij bouwde met zijn partij Unie voor Democratische Wedergeboorte een sterke machtsbasis in Adzjarië door tussen de regering in Tbilisi en de oppositie te laveren. Daarbij bouwde hij een eigen legermacht op om tegenwicht te kunnen bieden aan de gewapende groeperingen pro- en contra de toenmalige president van Georgië, Zviad Gamsachoerdia. Ten tijde van de burgeroorlog in 1991-1992 en 1993 wist hij zo Adzjarië buiten de strijd te houden.
In de loop der jaren ontpopte Abasjidze zicht tot een autoritair leider omgeven door corrupte vazallen. Vanwege zijn steun aan de toenmalig president Edoeard Sjevardnadze liet deze Abasjidze en de Republiek met rust waardoor hij, mede als gevolg van de strategische positie van Adzjarië aan de Zwarte Zee en grenzend aan Turkije een enorme privévermogen kon vergaren.
Na de Rozenrevolutie in januari 2004 verklaarde Abasjidze zich in eerste instantie loyaal aan Micheil Saakasjvili maar toen bleek dat deze het centrale gezag van de regering in Tbilisi over het gehele grondgebied van Georgië wilde herstellen, ontstonden spanningen. Op het hoogtepunt van deze spanning kondigde Abasjidze de staat van beleg af, mobiliseerde zijn troepen en liet op de grootste toegangsweg tot de republiek de brug over de rivier Tsjoloki opblazen.
Onder zware internationale druk zwichtte Abasjidze uiteindelijk en legde zijn leiderschap op 5 mei 2004 neer. De volgende dag vertrok hij naar Moskou nadat hij garanties had gekregen dat hij niet zou worden uitgeleverd. De bezittingen van Abasjidze alsmede die van zijn directe verwanten met een geschatte waarde van enkele tientallen miljoenen dollar, werden na zijn vertrek genationaliseerd door de Georgische staat. Vervolgens werd een rechtszaak tegen hem aangespannen, die op 22 januari 2007 leidde tot een veroordeling tot 15 jaar cel bij verstek door de rechtbank van Batoemi wegens machtsmisbruik en het verduisteren van 98,2 miljoen lari aan staatsgelden. Tevens wacht hem bij een eventuele terugkeer een aanklacht wegens moord op zijn voormalige ondergeschikte Nodar Imnadze in 1991.

## Familie
Abasjidze is een weduwnaar, hij was getrouwd met Magoeli Gogitidze met wie hij twee kinderen had, een zoon Giorgi Abasjidze, die tussen juni 2002 en mei 2004 burgemeester van Batoemi was en een dochter, Diana Abasjidze.